# Sulat

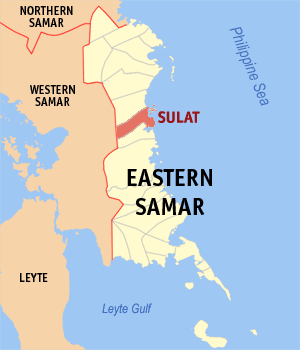
Bản đồ Đông Samar với vị trí của Sulat

Sulat là một đô thị hạng 5 ở tỉnh Đông Samar, Philippines. Theo điều tra dân số năm 2000 của Philipin, đô thị này có dân số 14.193 người trong 2.853 hộ.

## Các đơn vị hành chính
Sulat được chia ra 18 barangay.
- A-et
- Baybay
- Kandalakit
- Del Remedio
- Loyola Heights
- Mabini
- Maglipay
- Maramara
- Riverside
- San Francisco
- San Isidro
- San Juan
- San Mateo
- San Vicente
- Santo Niño
- Santo Tomas
- Tabi
- Abucay